# Карбасов, Поштабай
Поштабай Карбасов (1892, аул Ерназар, Аулиеатинский уезд, Сырдарьинская область, Туркестанский край, Российская империя — 1968, Джамбулская область, Казахская ССР) — старший чабан колхоза имени Ерназарова Таласского района Джамбулской области, Казахская ССР. Герой Социалистического Труда (1948).

## Биография
Происходит из рода Шымыр племени дулат. Родился в 1892 году в крестьянской семье в ауле Ерназар Аулеаатинского уезда. С раннего возраста трудился в сельском хозяйстве. В 1932 году во время коллективизации в сельскохозяйственную артель «Ерназар». Трудился чабаном, старшим чабаном.
В 1947 году вырастил 505 ягнят от 416 курдючных овцематок. Средний вес к отбивке составил 40 килограмм. Указом Президиума Верховного Совета СССР от 23 июля 1948 года удостоен звания Героя Социалистического Труда за «получение высокой продуктивности животноводства в 1947 году» с вручением ордена Ленина и золотой медали «Серп и Молот» (№ 2501).
В 1962 году вышел на пенсию. Проживал в Джамбулской области. Дата смерти не установлена.